# Système dopaminergique
 (août 2025).
Si vous disposez d'ouvrages ou d'articles de référence ou si vous connaissez des sites web de qualité traitant du thème abordé ici, merci de compléter l'article en donnant les références utiles à sa vérifiabilité et en les liant à la section « Notes et références ».

En neurosciences, le système dopaminergique est impliqué dans le fonctionnement du cerveau et du système nerveux, qui fonctionnent à la dopamine.

## Principaux systèmes

### Système nigrostrié
La base cellulaire des neurones se situe au niveau de la substance noire et ils se projettent vers le striatum. Ils sont impliqués dans l’initiation des mouvements volontaires. Son dysfonctionnement explique les symptômes de la maladie de Parkinson ;

### Voie mésocorticolimbique
La base cellulaire des neurones part de l’aire tegmentale ventrale qui se situe au niveau du mésencéphale et se dirige vers le système limbique et le cortex frontal. Cette voie est impliquée dans le système de récompense et favorise la survie de l'organisme.